# Radziki Małe
Radziki Małe – wieś w Polsce położona w województwie kujawsko-pomorskim, w powiecie rypińskim, w gminie Wąpielsk. Znajduje się tutaj wąskotorowa stacja kolejowa, przez którą przebiega, nieczynna od maja 1991 r., 30-kilometrowa linia Dobre-Brodnica. Stację zbudowano w roku 1926.
W latach 1975–1998 miejscowość administracyjnie należała do województwa toruńskiego. Według Narodowego Spisu Powszechnego (III 2011 r.) liczyła 254 mieszkańców. Jest szóstą co do wielkości miejscowością gminy Wąpielsk.

## Zabytki

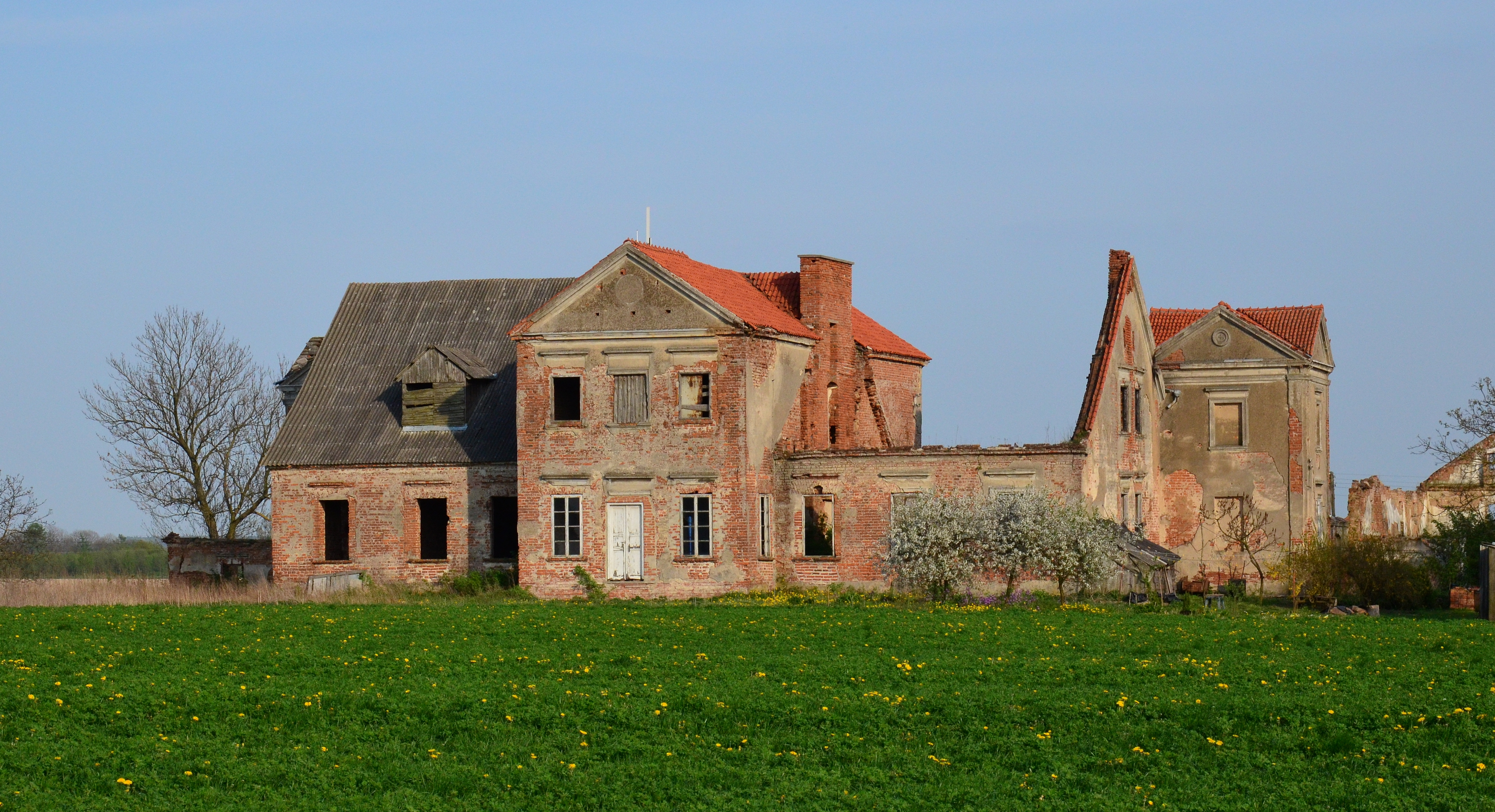
Pałac w Radzikach Małych – tył

- Pałac w Radzikach Małych - w połowie XVIII wieku wieś należała do Józefa Pląskowskiego (ok. 1700-1773). Po jego śmierci, wieś przejął jego syn, kanonik Ksawery Pląskowski. Według innych źródeł, jego brat kanonik poznański Andrzej miał także być współwłaścicielem miejscowości[5].  W tym czasie powstał tu pałac, którego ruiny istnieją do dziś. W kilku pomieszczeniach zachowały się polichromie ze scenami polowań. Obiekt wpisano do rejestru zabytków nieruchomych 12 kwietnia 1989 pod nr A/639. Bracia wznieśli także w Radzikach Małych kaplicę, a na terenie pałacu Andrzej zbudował drugą, prywatną kaplicę[6]. Przez jakiś czas właścicielem Radzik Małych miał być Ignacy Pląskowski (zm. 1833). Przed 1825 rokiem wieś nabył landrat Grąbczewski z Torunia[5]. W XXI w. pałac znajduje się w rękach prywatnych.